# Naoki Sakai
Naoki Sakai (酒井 直樹, Sakai Naoki) est un footballeur japonais né le 2 août 1975 dans la préfecture de Chiba au Japon.